# Mala Zimetbaum
Mala Zimetbaum também Malka Zimetbaum ou Mala, a Belga (Brzesko, 26 de janeiro de 1918 –  Auschwitz, 15 de setembro de 1944) foi uma judia belga conhecida por ter sido a primeira prisioneira que conseguiu escapar do campo de extermínio nazista de  Auschwitz-Birkenau durante a Segunda Guerra Mundial e pela resistência e atitude que demonstrou durante sua execução após sua captura depois da fuga frustrada.

## Biografia

### Vida anterior
Nascida na Polônia, mais nova de cinco filhos de um vendedor e uma dona de casa, Pinkas Zimetbaum e sua mulher Chaya, sua família mudou-se para a Bélgica quando tinha dez anos, assentado-se no país depois de migrações constantes entre a Alemanha e a Polônia por vários anos. Crescendo no país e adotando esta nacionalidade, revelou grande talento para a matemática e línguas. Quando era adolescente, ela se juntou ao Hanoar Hatzioni, uma das várias organizações de jovens judeus de Antuérpia. Para ajudar as finanças da família depois que seu pai que ficou cego, ela deixou os estudos no fim da adolescência e passou a trabalhar como costureira para uma famosa casa de modas da cidade, a Maison Lilian; em seguida a este emprego, também trabalhou como secretária-linguista numa das pequenas empresas de comércio de diamantes de Antuérpia.  Após a invasão da Bélgica em 1940 pela Alemanha Nazista, Mala viveu a vida difícil de judeus nos países ocupados pelos alemães, sendo obrigada a registrar-se, usar uma estrela amarela na roupa em público e a observar um toque de recolher. Em 22 de julho de 1942 ela foi presa na estação de trem de Antuérpia, voltando de Bruxelas para onde tinha ido na tentativa de conseguir um esconderijo para ela e sua família, e enviada para o acampamento de "coleta" de judeus de Dossin, em Mechelen. Em 15 de setembro foi colocada num trem e deportada para Auschwitz junto a outros 1048 judeus belgas. Após a "seleção" inicial na chegada ao complexo na Polônia, foi enviada ao campo feminino de Birkenau com o número de registro 19880 tatuado no antebraço. Dos 1048 judeus trazidos em sua viagem, apenas 331 foram designados para trabalho nos campos; os outros 717 foram imediatamente enviados às câmaras de gás; Mala foi uma das 101 mulheres consideradas aptas para trabalho. Tinha então 24 anos de idade.

### Auschwitz
Mala viveu dois anos como a prisioneira nº 19880 em Auschwitz-Birkenau mas graças às suas habilidades em línguas – francês, holandês, alemão, polonês e italiano – foi designada para trabalhar como intérprete e correio ("Laeuferin") da administração do campo, levando mensagens entre os blocos de prisioneiros e fazendo uma ligação entre a administração, os "kapos " e os prisioneiros, tendo uma existência menos sofrida que a dos demais prisioneiros comuns neste período, podendo até tomar banho em Birkenau. Graças a seu trabalho, que permitia seu movimento entre vários setores dos campos e dos sub-campos de Auschwitz, ela pode ter um conhecimento real da fábrica de extermínio de seres humanos que era o campo de Birkenau.
Apesar de ter uma situação privilegiada, ela se dedicava a ajudar outras prisioneiras, intercedendo por internos mais necessitados, enviando-os para trabalhos mais fáceis quando notava que não tinham condições físicas para o trabalho mais pesado. Como fazia a triagem do correio, escondia fotografias enviadas pelas famílias dos prisioneiros mas que eram proibidas de ser entregues, conseguindo que eles as recebessem secretamente nos alojamentos. Ela também roubava e escondia comida tirada dos depósitos de mantimentos dos alemães e a distribuía secretamente entre os mais famintos e em estado de inanição. Nos dois anos em que ocupou essa posição, Mala conseguiu a confiança tanto dos prisioneiros quanto dos guardas.

### Fuga e captura
Mala namorava em segredo – por ser estritamente proibido – um prisioneiro polonês, Edward "Edek" Galiński, de 20 anos, um dos mais antigos prisioneiros do campo que havia chegado à Auschwitz no primeiro comboio de trens em 1940 e portava o número 531 no antebraço. Edek planejou uma fuga deles com outro prisioneiro,  Wieslaw Kielar – um sobrevivente de Auschwitz que depois da guerra escreveu o best-seller autobiográfico Cinco anos em Auschwitz. O plano entretanto fracassou depois que Kielar perdeu um par de calças dos uniformes SS que seriam usados como disfarce para a fuga; Galiński então resolveu fugir apenas com Mala e prometeu ao amigo que conseguiria um jeito de enviar-lhe de fora um uniforme de soldado alemão para que ele tentasse um fuga posterior sozinho. Mala também queria fugir para informar aos Aliados o que acontecia em Auschwitz; após a guerra, prisioneiros também disseram que ela teria roubado documentos a que tinha acesso do funcionamento de Auschwitz e da organização da SD no campo, para entregar aos Aliados.

Edward "Edek" Galiński.

O plano era o seguinte: "Edek" se vestiria como guarda do campo e escoltaria Mala através do perímetro interno, presumindo-se que ele a levava para instalar uma pia de banheiro no perímetro externo; Mala deveria estar carregando um grande lavatório de porcelana de maneira que escondesse seus cabelos e parte do rosto, para que os guardas não notassem que ela era uma mulher. Galiński então mostraria à guarda um passe falsificado, de maneira que eles pudessem sair do campo; ela estaria usando um macacão por cima do vestido, que parecesse uma camisa enquanto ela estivesse de vestido por baixo; quando eles estivessem a alguma distância dos portões, ela jogaria fora o lavatório, tiraria o macacão e ficaria só com o vestido parecendo aos passantes que se tratava apenas de um soldado dando um passeio com sua namorada. A farda de "Edek" – junto com um coldre e uma pistola com duas balas – lhe foi fornecida pelo Kommandofuhrer Edward Lubusch, chefe da serraria onde ele trabalhava em Auschwitz e um oficial da SS que ajudava em segredo os prisioneiros. 
A fuga foi levada à cabo em 24 de junho de 1944, um sábado quando a guarda era menor em Auschwitz, e os dois conseguiram deixar o campo fugindo até uma pequena cidade onde chegaram dias depois, a vila de Kozy. A partir daí há várias versões para sua captura. Uma delas diz que na cidade ele escondeu-se enquanto ela foi a uma loja tentar comprar roupas com a pequena quantidade de ouro que eles tinham roubado de Auschwitz; uma patrulha alemã no local, porém, suspeitou de Mala e a prendeu na rua para averiguações; Galiński, vendo que ela estava sendo levada pelos soldados, entregou-se e rendeu-se, já que os dois tinham se prometido nunca se separar. Uma outra versão de sua captura é de que teriam sido pegos na fronteira dos Montes Cárpatos, depois de se perderem tentando cruzar as montanhas, por guardas da alfândega que desconfiaram do casal. Outras ainda afirmam que eles foram presos num bar ou num hotel de Katowice ou Cracóvia, onde teriam tentado pagar a conta com ouro; a versão mais aceita foi dada  por prisioneiras que trabalham nos registros de Auschwitz e tiveram acesso aos documentos de captura, que diziam que os dois foram presos por uma guarda de fronteira alemã das  montanhas de Beskides em 6 de julho de 1944, quando tentavam cruzar para a Eslováquia, onde moravam parentes de Mala e eles esperariam escondidos a libertação da Europa.
Trazidos de volta a Auschwitz, o casal foi colocado em celas separadas no Bloco 11, um bloco de punições do complexo principal conhecido como "O Bunker", onde foram exaustivamente interrogados e torturados, sem nunca entregar Lubusch, Kielar ou os outros companheiros. Em sua cela, que dividia com outro prisioneiro, "Edek" riscou seu nome e o de Mala na parede, junto com seus números de registro; um guarda amistoso passava notas de um para o outro através de um buraco numa cela vazia entre as duas ocupadas; algumas vezes eles conseguiam até cochichar entre si. Quando se encontrava na área externa fazendo exercícios, ele se postava em frente à janela que achava que dava para a cela de Mala e cantava uma ária italiana, até que os dois foram separados, ela no campo feminino e ele no masculino.

### Execução
Mala Zimetbaum e Edek Galiński foram executados no mesmo dia, 15 de setembro de 1944 segundo os registros da resistência polonesa, cada um em seu lado do campo. Condenado ao enforcamento, enquanto a sentença ainda era lida ele pulou do cadafalso em direção à corda da forca para tirar esse prazer a seus carrascos, mas os guardas o puseram de volta na plataforma. Ele então gritou algo como "Longa vida à Polônia!" com o nome do país ficando preso em sua garganta quando a corda o estrangulou. Uma das testemunhas da execução gritou aos outros prisioneiros que tirassem seus chapéus em reverência a Galiński, o que todos fizeram enfurecendo os SS.
Por seu lado, Mala resolveu se matar antes, cortando os pulsos com uma lâmina escondida nos cabelos. O que aconteceu depois teve a narrativa de várias testemunhas diferentes: algumas dizem que ela dizia que todos seriam libertados em breve; outras tornaram famosa a frase que teria gritado aos guardas: "Eu morrerei como uma heroína e vocês como cães!";  e outros ainda que ela teria incitado uma revolta, dizendo que valia a pena arriscar a vida e morrer tentando fugir do que viver da maneira como viviam. Ela estapeou um guarda com sua mão suja de sangue e teve seu pulso quebrado por ele. Com seus gritos, outros guardas se jogaram em cima dela, a jogaram no chão, a amarraram e taparam sua boca.
Maria Mandel, a supervisora SS do campo feminino, anunciou que havia chegado uma mensagem de Berlim ordenando que Mala fosse cremada viva no crematório de Auschwitz. Ela foi colocada num carrinho de mão e transportada por outros prisioneiros até a enfermaria do campo. Lá, as enfermeiras enfaixavam seu braço o mais lentamente possível, esperando que ela morresse antes de ser levada para o crematório; a elas e aos prisioneiros reunidos Mala dizia fracamente que "o dia do julgamento estava próximo". A caminho do crematório dentro do carrinho puxado pelas internas – Mala tinha o pulso quebrado e sangrava profusamente pelas veias abertas dos antebraços – ela dizia que sabia que poderia ter sobrevivido ao campo mas preferia morrer pelo que acreditava.
As informações sobre o momento final de sua morte tem várias versões: umas dizem que ela já chegou morta pela hemorragia ao crematório, outra que chegou viva mas um guarda piedoso a matou com um tiro antes de enfiá-la no forno aceso e mais uma que ela levava veneno consigo e o engoliu morrendo antes de ser queimada. Os prisioneiros forçados a cremar os corpos de Auschwitz souberam de sua chegada e fizeram preparos especiais; eles rezaram e choraram enquanto queimavam seus restos; os que a haviam levado no carrinho retornaram aos alojamentos e espalharam a história que o mundo conheceria no pós-guerra. 